# Евец, Евгений Иванович
Евге́ний Ива́нович Е́вец (14 ноября 1905, Гродненская губерния, Российская империя — 17 марта 1990, Париж, Франция) — деятель русского зарубежья, композитор, дирижёр, регент хора Александро-Невского собора в Париже, популяризатор русской музыкальной культуры.

## Биография

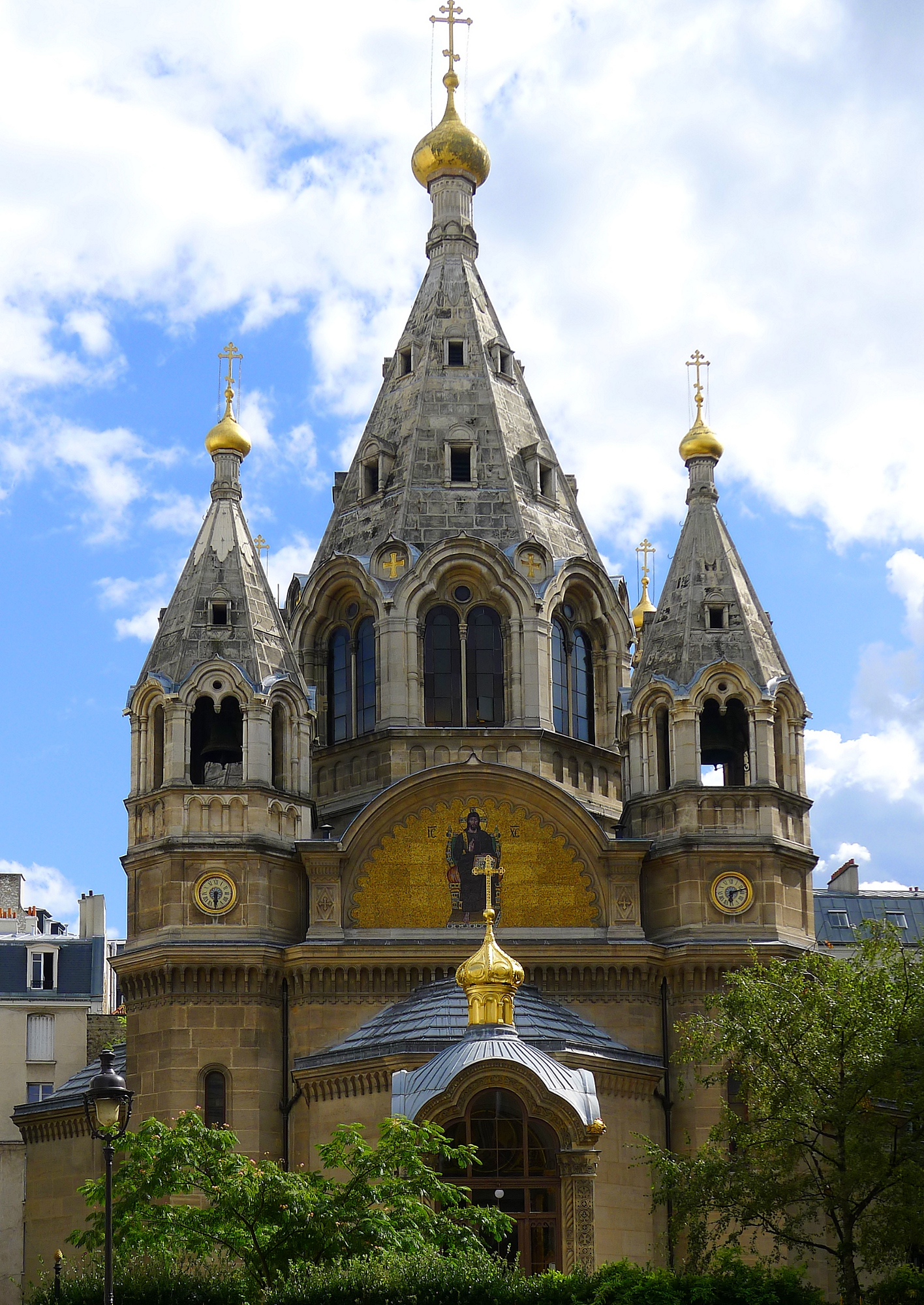
Собор Александра Невского (Париж)

После Октябрьской революции 1917 года вместе с родителями остался на малой родине, вошедшей в состав Польши. В 1933—1936 году учился в Варшавской консерватории. Учился также пению. Получил специальность музыкального педагога, хормейстера, регента. Руководил церковным хором.
После начала Второй мировой войны, с конца 1939 года работал органистом. В 1939—1941 году — псаломщик и регент в городе Бельск-Подляски (ныне Подляское воеводство, Польша).
В конце войны оказался среди перемещённых лиц в Германии, где в 1946 году стал членом Народно-трудового союза российских солидаристов. В 1947 году явился одним из основателей православной церкви в лагере Мёнхегоф (близ города Кассель), возглавив при ней хоровой коллектив. Принимал участие в работе журнала «Посев».
В 1948 году переехал в Марокко, где руководил церковными хорами Успенского храма и Свято-Троицкого в Касабланке. Там же создал детский хор и фольклорный коллектив, с которым гастролировал по всей стране.
После провозглашения независимости Марокко в 1962 году переехал в Париж. Организовал церковный хор русской молодёжи при Спиридоновской церкви в Рюэй-Мальмезон под Парижем (Франция). Позже стал регентом хора Александро-Невского собора на улице Дарю в Париже (с 1966 года (по другим сведениям, с 1968 года) по 1990 год). Часто выступал на концертах и мероприятиях, организованных эмигрантами. Возглавлял хор Русского студенческого христианского движения.
Член почётного комитета парижского Общества ревнителей православного церковного пения. С 1970 года преподавал основы музыкальных знаний и гласовое пение на вечерних курсах церковного пения и чтения при Александро-Невском соборе. Принимал участие в адаптации переводов церковных песнопений на французский язык.
Похоронен на кладбище Сент-Женевьев-де-Буа.